# Єгипетський торговий корабель
Єгипетський торговий корабель — тип давньоєгипетського судна.

## Загальна інформація
Поступово люди навчилися не тільки керувати кораблями за допомогою весел, а й ходити під вітрилами. У гробницях III династії були знайдені зображення вантажних суден, що приводяться в рух як веслами, так і вітрилами. На деяких зображеннях суден комплексу пам'яток додинастичного періоду Єгипту Негада II (4 тис. до н. е.) Чітко видно вітрило. Єгипетські торгові кораблі ходили в основному по Нілу. До XXV століття до н. е., при фараоні Сеху, морські кораблі Єгипту ще не відрізнялися від річкових, від яких вони походять. Перший корабель, збудований з дощок, поплив по Нілу близько 3300 року до н. е.

## Конструкція корабля
Розміри кораблів даного типу: 14-20 м в довжину і 5 м в ширину. На двоногій знімній щоглі корабля кріпилося вузьке прямокутне вітрило. Шість рульових весел, в свою чергу, закріплювалися на кормовому помості. Гребні весла могли забиратися і гребли ними без упору, як на сучасних каное. Враховуючи, що корпус корабля був набраний з ретельно оброблених акацієвих плашок і був неміцний, для жорсткішого зв'язку суднобудівники Стародавнього Єгипту протягували вздовж корпусу канат на стійках. Весь корпус корабля також був щільно оперезаний плетеним канатом.
Конструкція складалася з коротких дощок із сикомори або акації, завдовжки до 2 м і завширшки до 20 см — міцніших деревних порід в Єгипті не росло. Плоский обтічник і борти виконані були з безлічі коротких дощечок, покладених на зразок цегли в стіні. Вони збиралися за допомогою швів і пов'язувалися мотузками. Кіля у цих кораблів не було, не було також ні ахтерштевня, ні шпангоутів. Палуби теж не було, веслярі сиділи на банках просто неба. Корабель був широкий, з малою осадкою. Парус використовували, тільки йдучи вгору проти течії. Коли йшли вниз, його згортали і кріпили до двоногій щоглі. Кріпили вітрило нагорі до двох пов'язаних піврей. Функцію стерна виконували шість весел (по три весла з кожного боку) у кормовій частині.
Для морського судноплавства цю ж в принципі конструкцію робили міцнішою. На судні ставили безліч вилкоподібних опор по всій його довжині. Це були опори для такелажу, який мав скріпляти конструкцію: троси, що кріпляться до цих вилок, тримали в постійно піднятому стані ніс і корму. Це була заміна кіля. Крім цього, все судно було туго обв'язане мотузками впоперек, від носа до корми. Близько 2550 р. до н. е. єгиптяни на восьми таких кораблях зробили набіг на Фінікію і повернулися з багатою здобиччю.
У 1954 р. біля підніжжя піраміди Хеопса розкопали найдавніше з відомих нам дерев'яних суден. Воно було герметично замуровано в спеціальній камері. Фахівці зібрали корабель, що розпався на тисячі деталей, і з'ясували, що він мав культове призначення. У 1982 р. він був відкритий для огляду, дозволяючи скласти уявлення про торговельні кораблі тієї епохи.

## Єгипетське мореплавання за цариці Хатшепсут і фараона Тутмоса III
Єгипетське мореплавання переживало славну епоху за цариці Хатшепсут і фараона Тутмоса III. Торговельні судна зазнали вже ряд змін. Тепер вони будувалися з більш довгих дощок, зібраних в щити. Довжина судна досягала 30 метрів. Міцність забезпечували поперечні балки, що проходили корпус наскрізь. Щогла була не двоногою, як раніше, а єдиним стовпом, оснащеним вантами. Реї все ще робили з двох зв'язаних половин. Збільшилося число весел — тепер їх було по 15 з кожного борту. З ініціативи цариці Хатшепсут в 1480 р. до н. е. експедиція з п'яти вітрильників цього типу досягла казкової для тодішніх єгиптян землі — країни Пунт (очевидно, це — сьогоднішнє Сомалі) і привезла звідти золото, слонову кістку, мирру та інші товари. Всі ці судна мали на кормі характерну прикрасу — вирізану з дерева квітку лотоса. З часів фараона Сеху єгиптяни підтримували торговельні відносини з цією країною. Кораблі досягали Червоного моря по каналу, проритому в XX ст. до н. е. і зруйнованому арабами Халіфату в 767 р. н. е. На цих суднах, які все ще не мали кіля, але вже обладнаних палубою, єгиптяни плавали до самої Індії. Але з розвитком торгового мореплавання множилися і піратські напади. Для захисту своїх торгових кораблів від піратів єгиптяни побудували військовий флот.

## Єгипетське військове судно
На військовому судні були надбудови, звідки воїни метали в противника камені, стріляли з луків і, при абордажі, билися довгими списами. Марс на верхівці щогли теж служив бойовим цілям. На носі кріпили таран, щоб пробивати судно противника. Підняті борти захищали веслярів. Парус був широкий, прямокутний, без нижньої реї. Він керувався тросами. Ці судна будували фінікійські ремісники. Стяжних канатів тут вже не було, був кіль і були шпангоути. На таких кораблях солдати фараона Рамзеса III здобули перемогу в першій відомій історії морській битві в 1190 р. до н. е., розгромивши об'єднаний флот «людей моря», як називали себе філистимляни, ахейці і данайці. Але ця знаменита перемога Єгипту на морі виявилася й останньою, так як панування на Середземному морі перейшло до фінікійців.